# Dolní Mezihoří
Dolní Mezihoří je malá vesnice, část obce Holovousy v okrese Jičín. Nachází se 2,5 km na severozápad od Holovous. V roce 2009 zde bylo evidováno 10 adres. V roce 2001 zde trvale žili dva obyvatelé
Dolní Mezihoří leží v katastrálním území Holovousy v Podkrkonoší o výměře 9,29 km2.

## Další fotografie

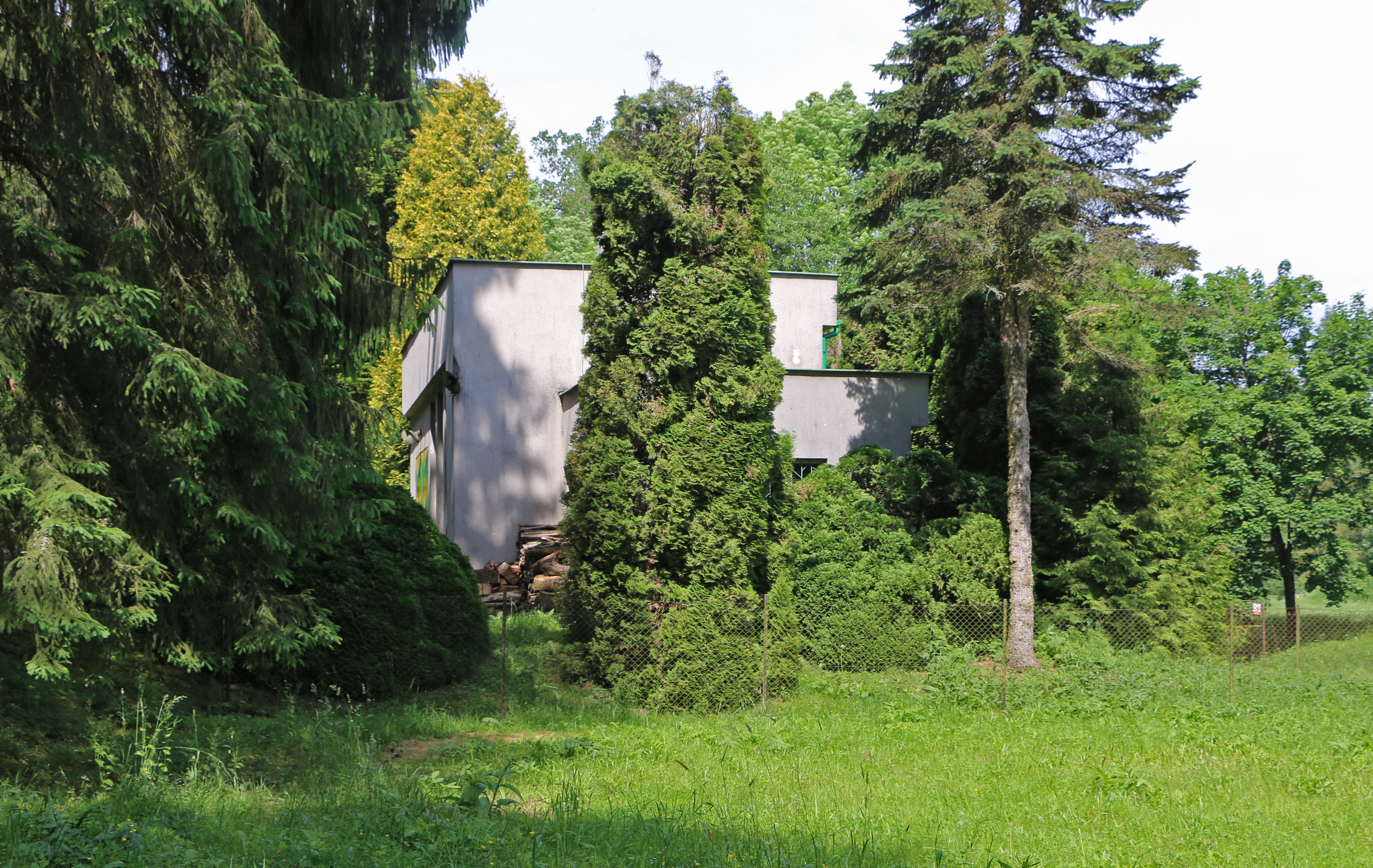
Transformátorovna
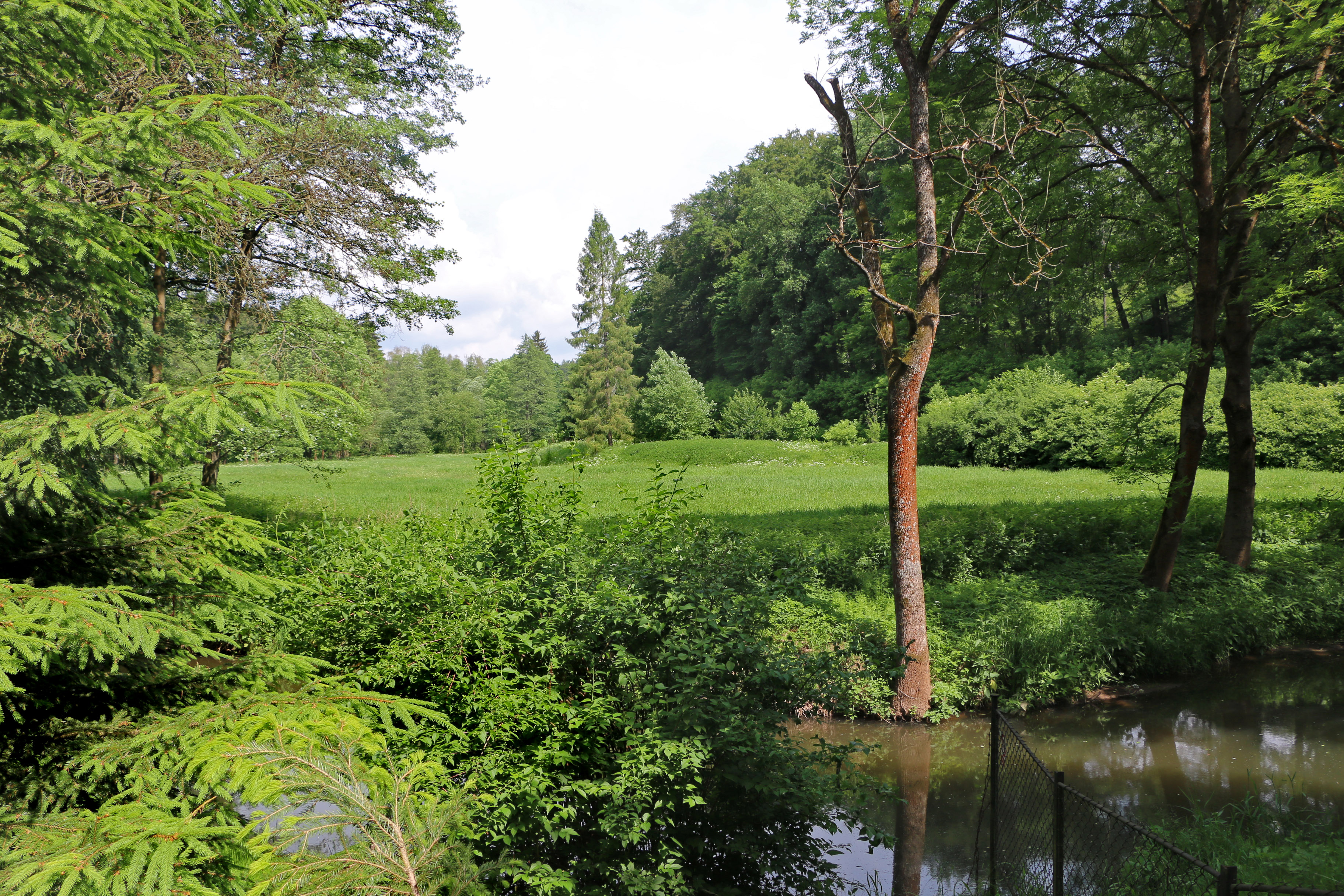
Řeka Javorka